# Mohamed Mahmoud Mohamed Salah
Pour les articles homonymes, voir Salah.
Mohamed Mahmoud Mohamed Salah (Mahmoud Mohamed Salah)  né le 20 août 1956 à Tamchekett, est un juriste mauritanien spécialiste en droit économique et droit international.Il est le fils d'Ahmed Ould Mohamed Salah, plusieurs fois ministre et co-équipier du père-fondateur de la République Mauritanienne, Moktar Ould Daddah. 

## Biographie
Docteur d’État en droit privé de la Faculté de droit et des sciences économiques de Nice (juin 1985, mention très honorable et félicitations du jury). Agrégé en droit privé et sciences criminelles (concours d’agrégation français, Paris, février 1989).
Professeur à l’université de Nouakchott (depuis 1989). Professeur associé à l’université de Nice (1998 – 1999). 
Professeur invité dans plusieurs universités (université Paris I, université de Bourgogne, université d'Orléans, université Gaston-Berger de Saint-Louis Sénégal, université de La Rochelle) et à l'Académie de droit international de La Haye.
Avocat au barreau de Nouakchott. 
Conseiller juridique principal à la Commission mixte Cameroun-Nigeria (ONU) (novembre 2003 – novembre 2005) mise en place par le Secrétaire général des Nations unies pour la mise en œuvre de l’arrêt de la CIJ relatif à la frontière entre les deux pays. 
Membre du conseil d’administration de l'Association internationale de droit économique. 
Membre fondateur de l’Institut euro-africain de droit économique. 
Ancien membre du comité de rédaction de la Revue internationale des sciences administratives.

## Publications et conférences
Plusieurs publications en droit économique et en droit international, dont deux ouvrages :
- Les contradictions du droit mondialisé, PUF, 2002[5]  (ISBN 978-2-13-052929-3).
- L’irruption des droits de l’homme dans l’ordre économique international : mythe ou réalité ?, LGDJ-lextenso, 2012[6]  (ISBN 978-2-275-03895-7).

Articles :
- « Le pouvoir économique et le droit. Variation sur un thème très niçois », Revue internationale de droit économique 2013/4 (t. XXVII), pages 475 à 490[7].
- Les outils de la Compliance sous la direction de Marie-Anne Frison-Roche, contribution du professeur Mohamed Mahmoud Salah, « Conception et application de la Compliance en Afrique »[8].
- Recueil des cours de l'Académie de droit international de la Haye, « Loi d’autonomie et méthodes de protection de la partie faible en droit international privé », par Mohamed Salah Mohamed Mahmoud, professeur à l’université de Nouakchott. Année 2005, tome 315, pages 141-264[9].
- Collège de France, « État social et mondialisation : analyse juridique des solidarités (2012-2019) / Entretien sur les avatars de la solidarité »[10].
- Institut d'études avancées de Nantes, « La responsabilité des institutions financières internationales dans la violations des droits de l'homme »[11].
- Conférence justice climatique internationale, « Le droit des investissements au service du développement durable »[12].